# أنا وبوبي فيشر
أنا وبوبي فيشر (Me and Bobby Fischer) هو فيلم وثائقي عن السنوات الأخيرة في حياة بوبي فيشر، حول قصة قيام صديقه القديم سايموندور بالسون بإخراجه من السجن في اليابان ومساعدته على الاستقرار في أيسلندا.
عرض الفيلم لأول مرة في مهرجان بيوداغار السينمائي في أبريل 2009.  

## طاقم العمل
- بوبي فيشر
- سايموندور بالسون
- كاري ستيفانسون